# Primorski dvornik
Primorski dvornik ( lat. Polygonum maritimum), višegodišđnji polugrm iz roda dvornika, i porodice dvornikovki. U Hrvatskoj raste na Biokovu, a raširen je i po Mediteranu i zemljama uz atlantsku obalu Europe (južna Engleska, južna Irska, Kanalski otoci, zapadna obala Francuske).